# Национальное собрание Бурунди
Национальное собрание Бурунди (фр. Assemblée nationale du Burundi) — нижняя палата парламента Бурунди. Состоит из 100 прямо избираемых членов (депутатов) и от 18 до 23 кооптированных членов, избираемых на пятилетний срок.
Депутаты избираются в 18 избирательных округах (провинциях).

## Состав
После парламентских выборов в Бурунди в 2020 году, состоявшихся 20 мая, правящий Национальный совет обороны демократии — Силы обороны демократии сохранил своё большинство из 86 мест из 123 (на выборах получил 72 места). 7 августа Председателем Национального собрания был избран представитель НСОД-СОД Геласе Ндабирабе.
В НС существует квота для женщин-депутатов (30%).